# Ninho do Açor
Ninho do Açor era una freguesia portuguesa del municipio de Castelo Branco, distrito de Castelo Branco. El poblado tenía una superficie de 11,8 km² y 380 habitantes (2011), lo que suponía una densidad de población de 32,2 hab/km².

## Historia
Fue suprimida el 28 de enero de 2013, en aplicación de una resolución de la Asamblea de la República portuguesa promulgada el 16 de enero de 2013 al unirse con la freguesia de Sobral do Campo, formando la nueva freguesia de Ninho do Açor e Sobral do Campo.